# Thaye Dorje
Trinley Thaye Dorje (nacido el 6 de mayo de 1983, Lhasa, Tíbet) es reconocido bajo las normas tradicionales de la escuela Kamtsang Kagyu por Shamarpa (también denominado el Karmapa de la corona roja) así como por varios maestros importantes de la tradición tales como Beru Khyentse Rinpoche, Jewon Jigme Rinpoche, Shangpa Rinpoche, Trungram Gyaltrul Rinpoche, entre otros como el 17.º Karmapa, líder del linaje Karma Kagyu, una de las cuatro principales escuelas del Budismo Tibetano.

## Biografía
Trinley Thaye Dorje es el hijo de Mipham Rinpoche, una reencarnación de un importante lama de la escuela Nyingmapa, y de Dechen Wangmo, la hija de una noble familia descendiente del Rey Gesar de Ling. A la edad de seis meses el niño comenzó a decirle a las personas que él era el Karmapa. 
En 1988 Shamar Rinpoche realizó un viaje secreto a Lhasa para investigar si Thaye Dorje era la reencarnación del Karmapa, debido a que el niño se le había aparecido en un sueño. En marzo de 1994, Thaye Dorje y su familia escaparon de Tíbet hacia Nepal y posteriormente a la India, donde Shamar Rinpoche, segunda reencarnación más importante del linaje Karma Kagyu formalmente lo reconoció como el 17.º Karmapa.
La identificación del Karmapa se encuentra bajo disputa, ver Controversia del Karmapa

### Educación Oriental y Occidental

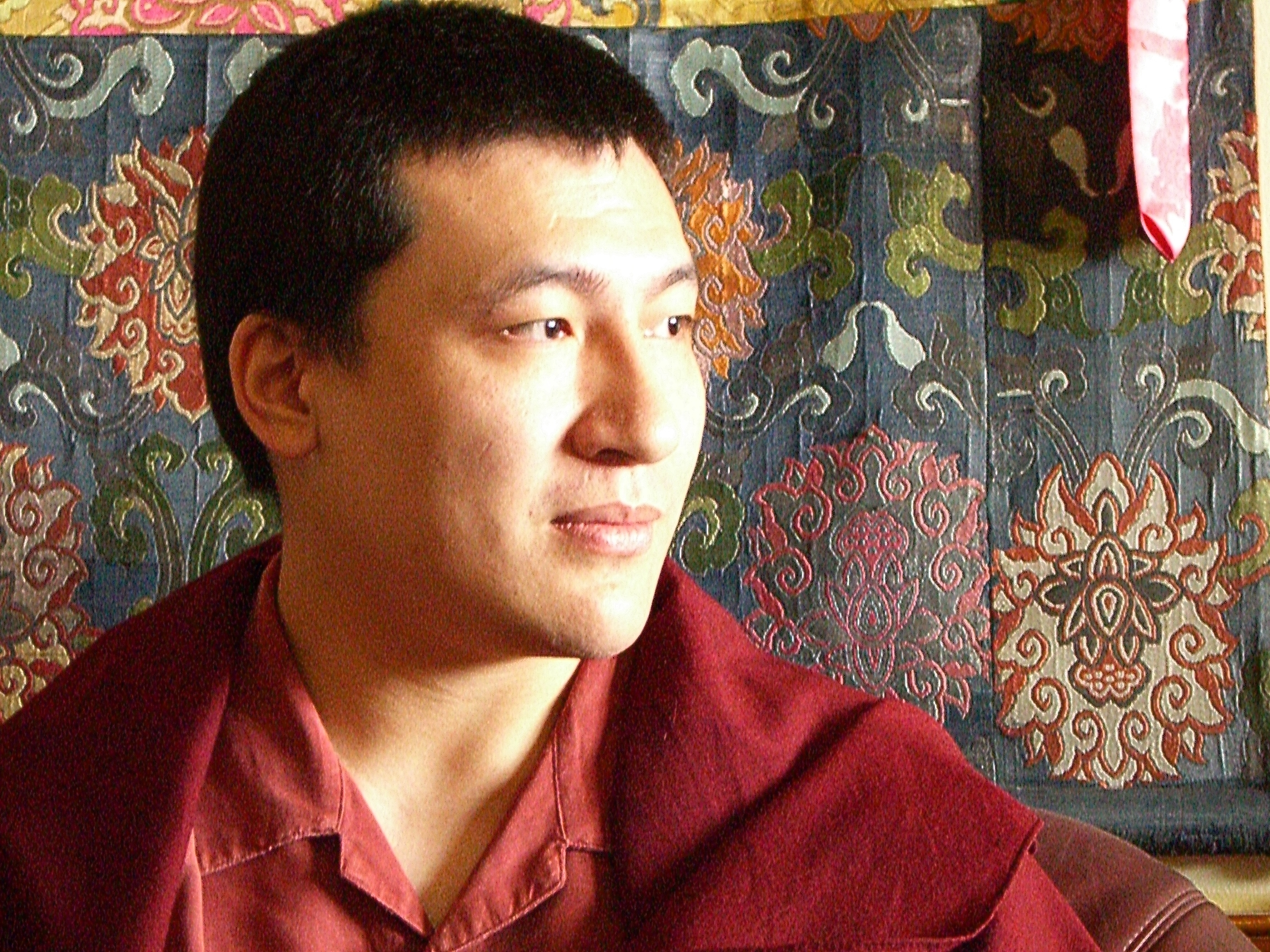
Trinley Thaye Dorje.

Posteriormente Thaye Dorje comenzó un período de entrenamiento tradicional monástico. Ha recibido entrenamiento y transmisiones en práctica y filosofía Budista de algunos de los mejores maestros y académicos vivos en el Tíbet y la India. Sus maestros incluyen al 14.º Shamar Rinpoche, el profesor Sempa Dorje y Khenpo Chödrak Tenphel. Como resultado de esto Karmapa ha sido entronado como Vidhyadhara (Sostenedor del Conocimiento) por el 14.º Shamarpa en diciembre de 2003 en el "Karmapa International Buddhist Institute" (KIBI por sus siglas en inglés). 
Junto con su entrenamiento tradicional budista, Thaye Dorje ha recibido una educación occidental moderna de tutores y maestros Ingleses y Australianos, así como una intensiva introducción a la filosofía occidental por parte del profesor Harrison Pemberton de la universidad norteamericana Washington and Lee University.
Actualmente Thaye Dorje vive en Kalimpong, India donde continua su educación tradicional requerida por un sostenedor del título de Karmapa. El 17 de mayo de 2006 Thaye Dorje fue nombrado oficialmente por la Karmapa Charitable Trust (Fundación de Caridad del Karmapa) como el sucesor legal y administrativo del 16.º Karmapa y puede por lo tanto, de acuerdo con la Fundación, vivir en el Monasterio de Rumtek en Sikkim. Sin embargo, debido a que el grupo de monjes que están físicamente en control de Rumtek son opositores a Thaye Dorje y no ha habido acuerdo entre las partes que apoyan a ambos candidatos, aún no se ha alcanzado una conclusión final, de modo que la administración de Thaye Dorje permanece en Kalimpong.
Su actividad tiene un fuerte apoyo en el sureste de Asia, América Latina y Europa inspirando a miles de personas en todo el mundo. Ha viajado impartiendo enseñanzas por Singapur, Malasia, Filipinas, Hong Kong, Taiwán, Austria, Londres, España, Francia, Alemania, Dinamarca, Polonia, República Checa, Suiza, Rusia, México, Estados Unidos de América, entre otros varios países.